# 近藤楓
近藤 楓（こんどう かえで、1991年10月6日 - ）は、日本の女子バスケットボール選手である。デンソーアイリス所属。ポジションはガードフォワード。背番号20。173cm、62kg。

## 人物
愛媛県四国中央市土居町出身。土居中学校から新居浜商業高校を経て、大阪人間科学大学に進学し、インカレ準優勝。
2014年、トヨタ自動車アンテロープスに入団し、2015年に日本代表候補に選出される。
2016年、新潟県のアオーレ長岡で13年ぶりに開催されたWJBLオールスターゲームで WESTチームとしてファン投票により選出され出場。同年、リオデジャネイロオリンピックに出場
2019年オフ、デンソーアイリスに移籍。
2022年3月に負傷し、シーズン後現役引退。

## 日本代表歴
- 2015 ユニバーシアード
- 2016 リオデジャネイロオリンピック8位
- 2017 FIBA女子アジアカップ優勝
- 2022 FIBAワールドカップ2022予選

## 経歴
- 四国中央市立北小学校 - 四国中央市立土居中学校 - 新居浜商業高校 - 大阪人間科学大学 - トヨタ自動車（2014年〜2019年） - デンソー